# 로마 지하철
로마 지하철(이탈리아어: Metropolitana di Roma)는 이탈리아 로마에 있는 도시 철도이다. 1955년에 처음으로 개통되었으며, 현재 A선 (주황색), B선 (파란색), C선 (초록색)의 세가지 노선이 있다. B선은 본선과 지선으로 나뉘어 있다. C선은 2018년 11월 현재 공사중이며 일부 구간이 개통되어 있고, 차후 연장될 예정이다. D선이라고 불리는 네 번째 노선은 계획 중이다. A선과 B선은 X자 모양으로 겹쳐져 있으며, 가운데 위치하여 두 노선 사이를 유일하게 환승이 가능한 역은 로마의 철도 중심역인 테르미니역이다. C선은 A선의 산 조반니역과 환승된다. 현재 노선망의 총 길이는 40.4km이다.
로마의 교통 시설을 담당하고 있는 ATAC는 로마 지하철 및 로마 시내에 위치한 다른 철도 시설들도 관리하고 있다. 바로 로마-리도 노선, 로마-자르디네티 노선, 로마-노르드 노선인데, 처음으로 언급한 로마-리도 선은 지중해 근처의 오스티아라는 도시와 로마 간을 이어주는 효과적인 교통망 구간이다. 이 노선은 지하철 B선과 노선을 공유하여 따라가다가 EUR 말리아나 역에서부터 분리되어 콜롬보 역까지 이어지는데, 지하철 A, B선과 비슷한 전철을 운행하고 있다. 로마-자르디네티 노선은 공식적으로 철도라 불리는 협궤 트램 노선이며, 로마-노르드 노선은 광역 철도 노선이다.

## 노선
| 노선 | 시종착역                         | 개통년도 | 최근 연장년도 | 길이 (Km) | 역 개수 | 승객규모 (백만명) | 이동시간 (분) |
| ---- | -------------------------------- | -------- | ------------- | --------- | ------- | ----------------- | ------------- |
|      | 바티스티니 ↔ 아나니나            | 1980년   | 2000년        | 18.4      | 27      | 164.2             | 41            |
|      | 라우렌티나 ↔ 레비비아 / 조니오   | 1955년   | 2015년        | 23.5      | 26      | 125.9             | 34/32         |
|      | 몬테 콤파트리-판타노 ↔ 산 조반니 | 2014년   | 2018년        | 18.1      | 22      | 18                | 34            |
| 총합 | 총합                             | 총합     | 총합          | 60.0 km   | 75      | -                 | -             |

### A선
A선은 로마의 서북부와 동남부 지역을 이어준다. 현재 바티스티니역에서부터 아나니나역까지 총 27개 역이 있으며, 노선 색깔은 주황색으로 구별된다.
1959년에는 로마의 두 번째 지하철 노선의 공사 승인을 받게 되었다. 이 노선은 현재 B선으로 이름이 바뀐, 기존에 있던 지하철 노선을 수직으로 통과하여 운행되도록 계획되었다.
1964년부터 투스콜라나(Tuscolana) 지역에서 A선의 공사가 시작되었지만, 예산 부족으로 인해 지연이 거듭되면서 큰 문제가 되었다. 무엇보다도 원래 계획에서 파고 덮기(cut and cover) 방식을 이용하여 공사하고자 한 것이 로마 동남부 지역의 도로 교통에 심각한 문제를 끼쳤는데, 이로 인해 결국 공사는 중단되었다. 5년 뒤 교통 문제와 공사 기계의 진동으로 인한 많은 항의 및 보상들을 해결하기 위해서 부분적으로 터널을 뚫는 공사 방법을 쓰기로 하면서 공사가 재개되었다. 그러나 터널을 뚫기 위해서 굴착하던 도중에 고고학 유적들을 발견, 특히나 레푸블리카 광장 주변에서 많이 발견되어서 공사가 자주 중단됐다.
이런 우여곡절에도 불구하고 마침내 1980년 2월에는 A선이 완전히 개통되었으며, 1990년대 말에는 오타비아노 인 프라티 역에서부터 바티스티니 역까지 서쪽으로 연장되었다.

### B선
B선은 이름과는 달리 사실 로마에서 처음으로 개통된 지하철 노선이다. 이 노선은 로마의 동북부와 서남부를 연결해 준다. 현재 레비비아역에서부터 라우렌티나역 (EUR 동쪽에 위치한 역)까지의 본선과, 콘카 도로역에서부터 레비비아역까지의 지선을 포함해서 총 25개의 역이 있다. 노선 색깔은 푸른색으로 구별된다.
B선은 1930년대 파시스트 정부가 로마의 중앙역인 테르미니역에서부터 로마 동남부에 위치한, 1942년 로마 세계 박람회가 열릴 예정이었던 E42 지구까지 빠르게 연결해주는 용도로 계획되었다. 그렇지만 1940년 이탈리아가 제2차 세계 대전에 참전하게 되면서 박람회는 열리지 않게 되었다. 전쟁으로 인해 지하철 공사는 중단되었고, 로마 교외에 위치한 일부 구간(테르미니에서 피라미데역까지의 구간)의 터널만이 완성되었다. 이 구간은 전쟁 기간 동안 공습 대피소로 사용되었다.
1948년에는 중단되었던 지하철 공사가 다시 재개되었다. 지하철 남부 구간은 이전 계획 그대로, 한때 엑스포가 열릴 예정이었던 EUR라는 이름의 상업 지구까지 연결되도록 공사했다. 마침내 1955년 2월 9일, 루이지 에이나우디 대통령이 지하철 정식 개통을 선언했다. 그리고 지하철은 그 다음날부터 운행하기 시작했다.
1990년에는 테르미니역에서부터 로마의 동부에 위치한 레비비아역까지 연장되었고, B선은 모두 현대화되었다.
2012년 6월 13일에는 피아자 볼로냐역에서 콘카 도로역까지 이어지는 4km 거리의 지선(B1선)이 새로 개통되었다.

### C선
2013년 11월 9일 개통한 C선은 그로타로사역(바티칸 북쪽)에서 도심을 거쳐 판타노역(로마-자르디네티 경전철의 전 종착역)까지 이어진다. C선은 시 경계를 넘어가는 첫 지하철 노선이다. 오타비아노역(바티칸 옆)과 산 조반니역에서 A선, 콜로세오역에서 B선과 환승될 예정이다. 또한 피아자 베네치아역에서 계획중인 D선과 환승하게 되어 로마의 네 번째 지하철 중심지를 형성하게 된다.

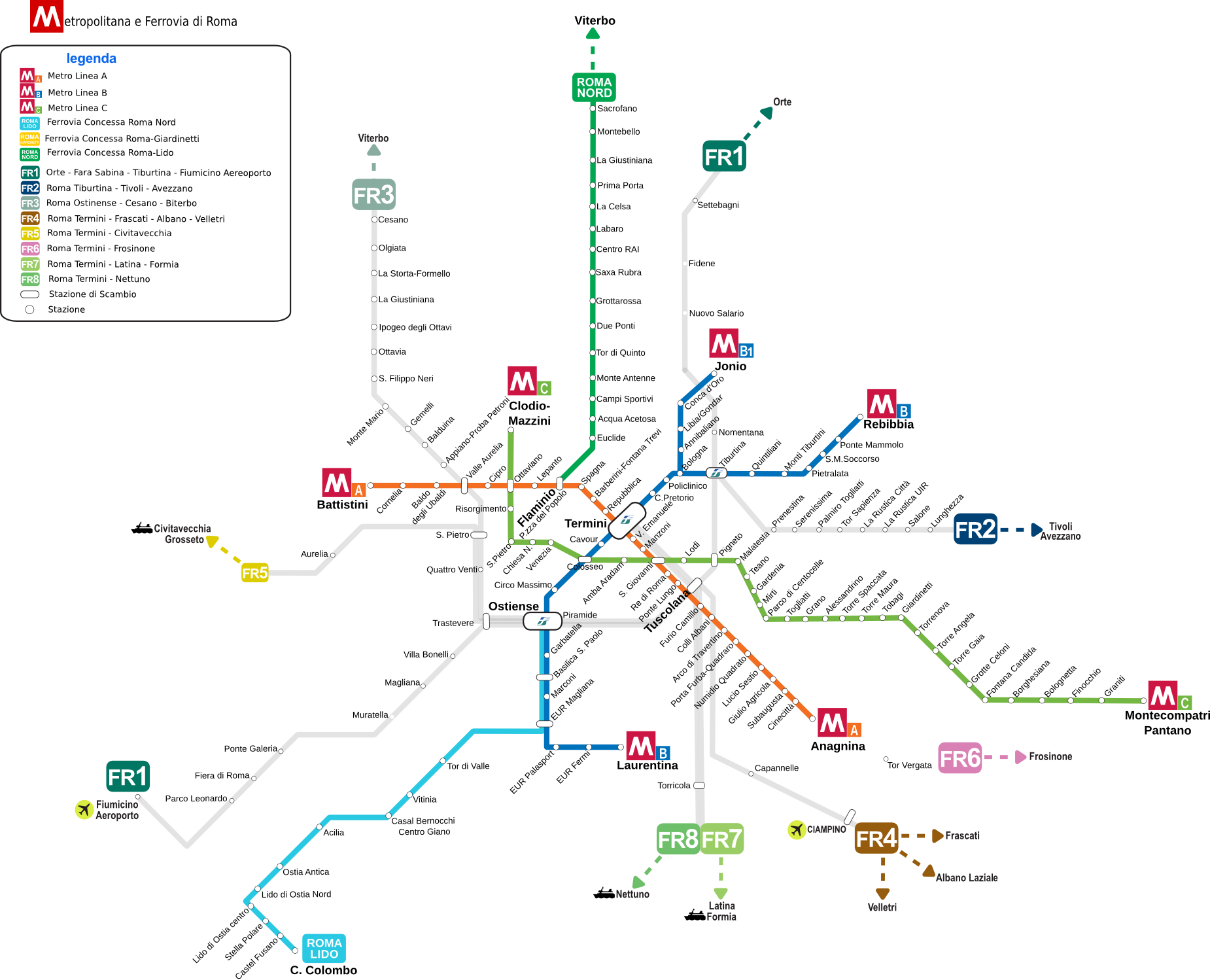
계획된 로마 지하철 및 철도 노선도

C선의 1단계 구간인 첸토첼레 역에서 판타노역까지의 구간은 도심에서 가장 멀리 뻗어 있는 구간이며 예정된 30개 역 중 15개 역이 들어간다. 2단계에서는 C선이 로디 역에서 산 조반니역(A선과 환승 예정)까지 연장되고, 두 개의 역을 더 운행하게 된다. 3단계 후에는 도심에 위치한 암바 아라담/이포니오역과 포리 임페리알리/콜로세오역, 이 두 역이 추가되어 C선이 도심 방향으로 더 연장될 예정이다.
이 노선은 예상 개통 날짜가 반복적으로 지연되고 있으며 건설 전진 속도가 느리다. 로마는 세계에서 가장 오래된 도시들 중 하나이기 때문에 지하철 건설 중 자주 고고학적 유물이 출토되어 공사가 상당히 방해되곤 했다. 지하철의 터널 발굴은 대부분 고고학적 유물이 있을 것으로 예상되는 곳이며, 이로 인해 계단, 통풍구 등 지표면과 연결하기 힘들게 한다.
C선의 열차는 완전 자동형이 될 것이며, 철도는 코펜하겐 지하철과 같은 안살도브레다 무인 지하철(AnsaldoBreda Driverless Metro)을 이용할 것이다.
2014년 2월, 몬테 콤파트리-판타노역부터 파르코 디 센토셀레역까지 시범 운행하고 있으며, 이 구간이 2014년 6월 개통되었다.
2015년 6월 29일에는 로디역까지 연장 개통되었다. 2018년 5월 12일에는 로마 지하철 A선과의 환승역인 산 조반니역까지의 구간이 개통되었다.

## 로마의 다른 노선

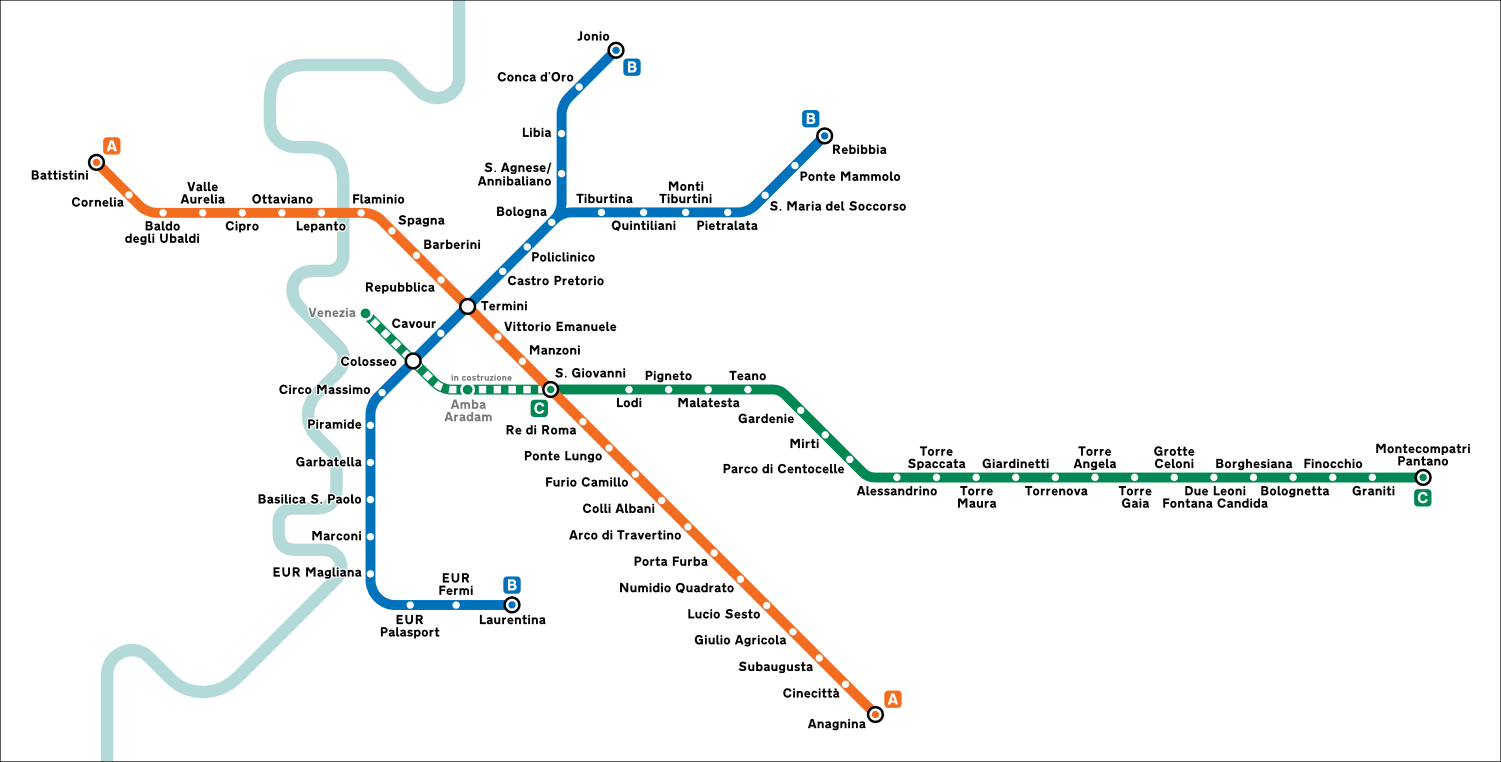
로마의 지하철 노선도

### 로마-리도 선
로마-리도 선은 제1차 세계 대전이 끝난 뒤부터 건설을 시작했고, 6여년 후인 1924년에 공사가 끝났다. 증기 기관차가 다니기 위한 철로 작업이 시작되었으나 1년도 되지 않은 채 모두 전차화되었다.
현재 이 노선은 로마 지하철 체계의 일부로 통합되어 운행되고 있지만, 노선 전체가 지상 구간으로 되어있다. 이 노선은 B선의 피라미데역 바로 옆에 있는 '로마 포르타 산 파올로' (Roma Porta San Paolo) 역에서부터 시작하여 EUR 말리아나역까지 B선과 나란히 잇는다. 이내 B선과 분리되어 달리다가 오스티아의 해안 지역으로 이어진다. 그리고선 '비아 크리스토포로 콜롬보' (Via Cristoforo Colombo) 근처에 위치한 종점에 닿는다.

### 로마-자르디네티 선

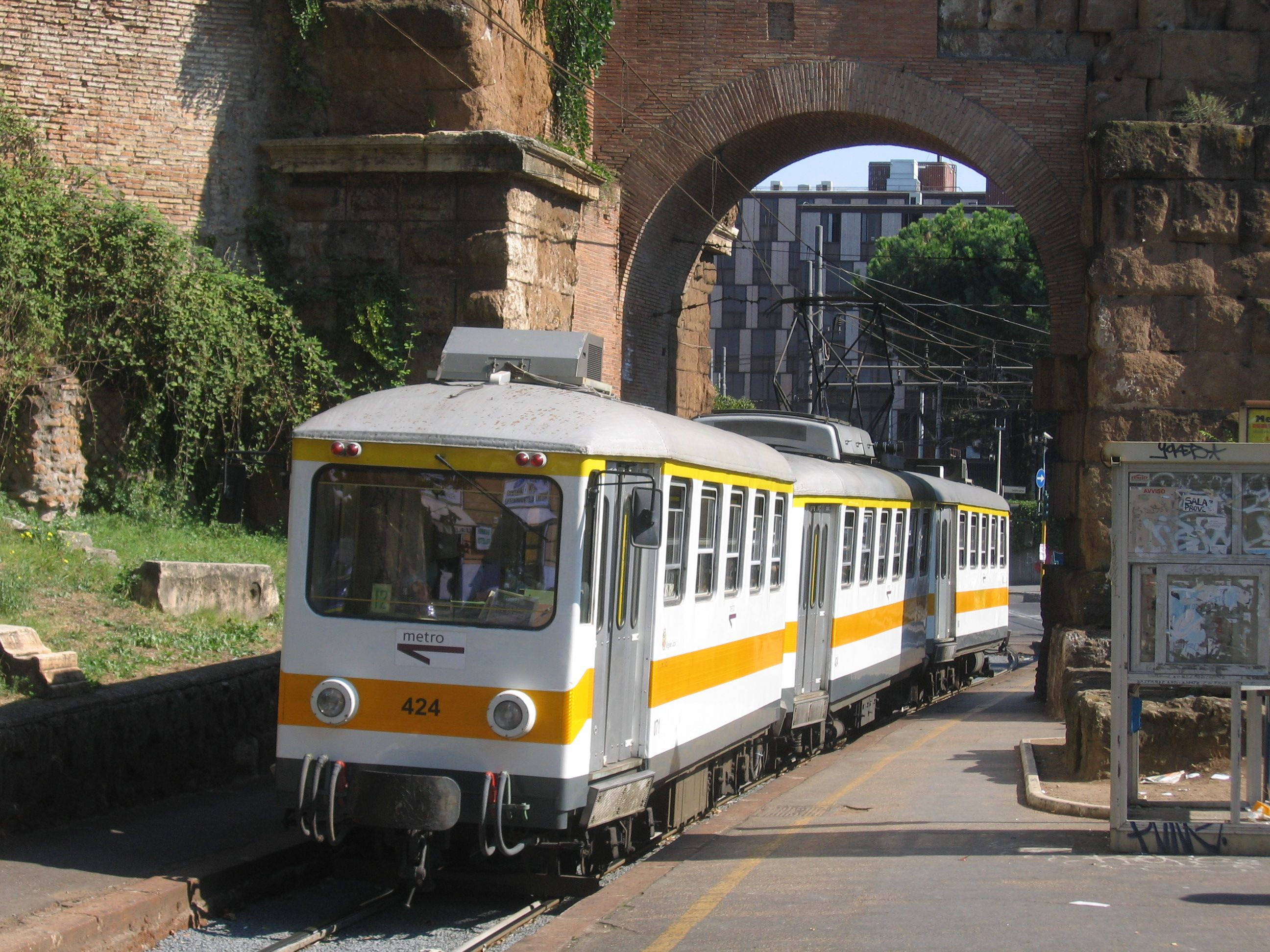
로마-자르디네티 선의 열차

공식적으로 로마의 철도라 불리는 로마-자르디네티 선은 협궤 트램 노선으로, 라잘리역(테르미니역의 중앙홀에서 800m 정도 떨어진 위치에 있는 지방 기차역)에서 동쪽으로 이어지다가, 이른바 로마의 순환고속도로인 '그란데 라코르도 아눌라레' (GRA)를 지나서 자르디네티역까지 연결해주는 노선이다. 원래 로마에서 프로지오네까지 약 137km 길이로 이어져있던 이 노선은 서서히 구간이 줄어들었으며, 가장 최근까지 남아있던 자르디네티역 - 판타노역 사이의 구간은 새롭게 개통된 지하철 C선으로 포함되어 운영이 중단되었다.

### 로마-치비타카스텔라나-비테르보 선

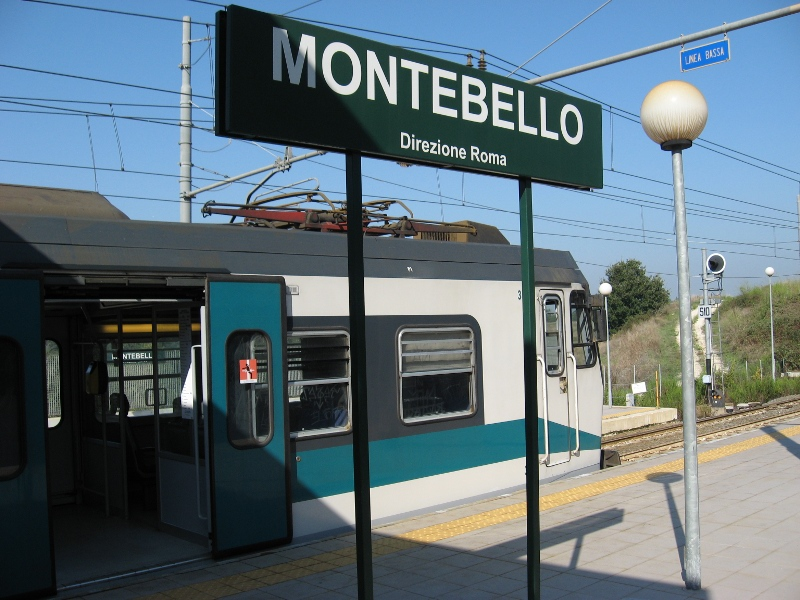
몬테벨로역

로마-시비타카스텔라나-비테르보 선(로마 노르드 선이라고도 불린다)은 로마의 '피아자 델라 리베르타' (Piazza della Liberta) 역에서 치비타카스텔라나까지 협궤 트램 노선으로 이어진다. 그러나 그 다음으로 이어진 비테르보까지의 구간은 철도로 지어졌으며, 지난 수 년 동안 트램 구간도 철도로 전환되었다.

## 건설/계획중인 노선

### D선
이 노선의 건설은 2013년 당시 무기한 연기되기로 결정하였다. 하지만 2018년 계획을 변경하여 착공을 다시 검토하고 있다. 이 노선은 원래 로마 북동부에서 남서부의 EUR을 연결할 예정이었다. D선의 계획된 길이는 22km이고 역은 20개역이다. 이 노선은 A선에서 스파냐 역과, B선과 로마-리도 선에서 EUR 말라냐 역과, B1선에서 조니오 역과, C선에서 베네지아 역과 환승할 예정이다.

## 같이 보기
- 도시 철도 목록
- 로마 지하철역 목록
- 2006년 로마 지하철 충돌 사고

### 노선도
- 제안된 C선과 D선 노선도
- 2020년까지 계획된 지하철 및 교외 노선도
- 1986년 계획된 지하철 및 교외 노선도
- 실제 거리 축적으로 된 지하철 노선도

### 기타
- (이탈리아어) Roma Metropolitane - 로마 대중교통 웹사이트
- (이탈리아어/영어) 로마 대중교통 운영회사 웹사이트
- (영어) Rome's entry on the urban transport site Urban Rail
- Martin G. Conde, ROME – IMPERIAL FORA. The Velia Hill: Metro ‘C’ Archaeological Surveys (2006-2007). S10 (b1, b2, b3). (2006-2007)